# Michael Alfred Peszke

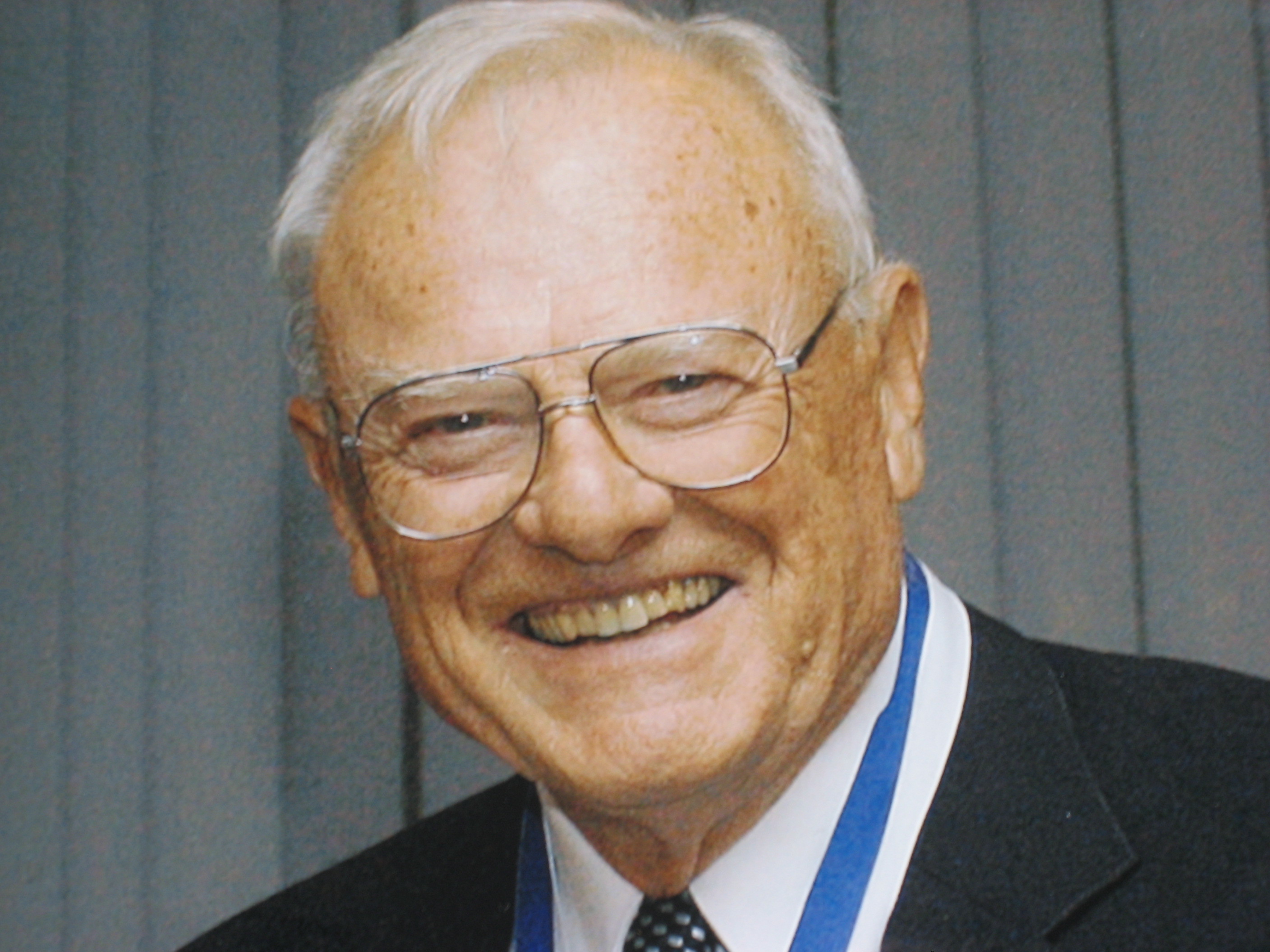
Michael Alfred Peszke

Michael Alfred Peszke (ur. 19 grudnia 1932 w Dęblinie, zm. 17 maja 2015 w Wakefield (Rhode Island), USA) – psychiatra oraz historyk polskiego pochodzenia specjalizujący się w tematyce dotyczącej udziału polskich sił zbrojnych w II wojnie światowej; syn Alfreda. 
Michael Alfred Peszke opublikował kilka monografii na temat Polskich Sił Zbrojnych na Zachodzie.

## Publikacje
- Battle for Warsaw, 1939-1944, Boulder, Colorado, East European Monographs, distributed by Columbia University Press, 1995, 325 pp., ISBN 0-88033-324-3.
- Poland's Navy, 1918-1945, New York, Hippocrene Books, 1999, 222 pp., ISBN 0-7818-0672-0.
- The Polish Underground Army, the Western Allies, and the Failure of Strategic Unity in World War II, foreword by Piotr S. Wandycz, Jefferson, North Carolina, McFarland & Company, 2005, 244 pp., ISBN 0-7864-2009-X.[3]
- The Armed Forces of Poland in the West, 1939–46:  Strategic Concepts, Planning, Limited Success but No Victory!, Solihull, Helion, 2013, ISBN 978-1908916549.[4]
- Polskie siły zbrojne na Zachodzie, 1939–1946: Koncepcje strategiczne i realia geopolityki, przełożył z angielskiego Tomasz Fiedorek, Poznań, Dom Wydawniczy Rebis, 2014, ISBN 978-83-7818-547-5. (Jest to przekład pracy Peszkego z r. 2013.)